# دین مدنی
دین مدنی مفهومی ا‌ست که نخستین بار ژان ژاک روسو برای اشاره به بنیادهای اخلاقی و معنوی ضروری برای هر جامعه مدرن به کار برد.